# Ça peut pas faire de mal
Ça peut pas faire de mal est une émission radio proposée par France Inter chaque samedi entre 18 heures et 19 heures de 2009 à 2020, dans laquelle, le comédien français Guillaume Gallienne lit et commente une œuvre. Cette émission classée Culture, propose des extraits du répertoire classique de la littérature, monologues ou pièces de théâtre.

## L'évolution

### Débuts
Pendant les débuts de l'émission crée en 2009, les lectures proposées par Guillaume Gallienne, s'orientaient plutôt vers des œuvres et auteurs classiques, notamment Victor Hugo, Marcel Proust, Jean Racine.     

### Changements de "registre"
Afin de se moderniser et de varier les auteurs, les genres, et les lectures se sont petit à petit orientées vers des œuvres plus contemporaines, comme celles de J.R.R. Tolkien. Il permet alors de faire connaitre des ouvrages moins classiques et attirer un public plus jeune.

### Dernier podcast
Pour son dernier podcast, Guillaume Gallienne a décidé de rendre hommage à sa cousine Alicia Gallienne, décédée le 24 décembre 1990 à l'âge de 20 ans avec qui il était très proche, en lisant ses poèmes. C'est le jour de son enterrement que Guillaume Gallienne alors âgé de seulement 20 ans décida de devenir comédien. Il lit alors des extraits du recueil des poèmes de sa cousine, L'autre moitié du songe m'appartient, publié 30 ans après la mort de celle-ci.

## Organisation de l'émission
L'émission s'organise en trois temps. Estelle Gapp et Laura El Makki (jusqu'en 2016) puis Fanny Leroy lisent plusieurs livres et font le choix de la lecture proposée lors de l'émission. Elles sélectionnent les textes des œuvres, font ensuite un important travail de montage et bâtissent une dramaturgie. Ainsi il peut arriver que Guillaume Gallienne déplace des choses comme il ne connait pas le texte à l'avance « il arrive que l’émotion le prenne par surprise ».
Le travail technique de l'émission est très important. Contrairement à ce qui est entendu, Guillaume Gallienne ne lit pas en continu, il reprend souvent ses phrases : une fois voire deux ou trois fois. Il faut ensuite choisir la meilleure version, sur environs 50 minutes seulement 35 minutes sont sélectionnées, puis on fait la mise en onde et on rajoute la musique. La musique est choisie par Xavier Pestuggia sur une cinquantaine de musiques qu'il écoute préalablement. Ce montage prend à peu près une journée.
Ce travail sert alors à mettre en valeur la voix de Guillaume Gallienne, une voix qui change selon les textes : « C’est une voix malléable, qui sait se faire oublier pour mettre en valeur le texte ».

## Équipe
De 2009 à 2016, le producteur Guillaume Gallienne est présentateur et producteur ; il collabore avec Laura El Makki, autrice, journaliste et productrice, avec Xavier Pestuggia, réalisateur, avec Bernard Lagnel, technicien, avec Estelle Gapp, autrice, productrice, avec Fanny Leroy, chargées de programme, et avec Claire Teisseire, attachée de production.

## Ça peut pas faire de mal: les romans
| volumes | dates de parution | auteurs évoqués                                                          | thèmes                           |
| ------- | ----------------- | ------------------------------------------------------------------------ | -------------------------------- |
| 1       | 21 novembre 2014  | Proust, Hugo, Madame de La Fayette                                       |                                  |
| 2       | 27 novembre 2015  | Baudelaire, Apollinaire, Éluard et Aragon                                | la poésie                        |
| 3       | 05 décembre 2016  | Balzac, Flaubert, Zola, Maupassant                                       | Le roman français du XIXe siècle |
| 4       | 23 novembre 2017  | Joseph Kessel, Lewis Caroll, Michel Tournier, Mark Twain                 | La littérature jeunesse          |
| 5       | 28 mars 2018      | Simone de Beauvoir, Marguerite Duras, Marguerite Yourcenar, Annie Ernaux | Les femmes écrivains             |